# Епархия Уичито
Епархия Уичито (лат. Dioecesis Wichitensis) — епархия Римско-Католической церкви с центром в городе Уичито, США. Епархия Уичито входит в митрополию Канзас-Сити в Канзасе. Кафедральным собором епархии Уичито является Собор Непорочного зачатия Пресвятой Девы Марии.

## История
2 августа 1887 года Святой Престол учредил епархию Уичито, выделив её из епархии Ливенспорта (сегодня — архиепархия Канзас-Сити в Канзасе).
19 мая 1951 года епархия Уичито передала часть своей территории новой епархии Додж-Сити.

## Ординарии епархии
- священник Джеймс О’Рейли[англ.] (1887) — скончался до посвящения в сан епископа
- епископ Джон Джозеф Хеннесси[англ.] (11.02.1888 — 13.07.1920)
- епископ Август Джон Швертнер[англ.] (10.03.1921 — 02.10.1939)
- епископ Кристиан Герман Винкельманн[англ.] (27.12.1939 — 19.11.1946)
- епископ Марк Кенни Кэрролл[англ.] (15.02.1947 — 27.09.1967)
- епископ Дэвид Монас Малони[англ.] (02.12.1967 — 16.07.1982)
- епископ Юджин Джон Гербер[англ.] (17.11.1982 — 04.10.2001)
- епископ Томас Джеймс Олмстед[англ.] (04.10.2001 — 25.11.2003) — назначен епископом Финикса
- епископ Майкл Оуэн Джекелс[англ.] (28.01.2005 — 08.04.2013) — назначен архиепископом Дубьюка[1]
- епископ Карл Алан Кемме[англ.] (с 20.03.2014)

## Источник
- Annuario Pontificio, Libreria Editrice Vaticana, Città del Vaticano, 2003, ISBN 88-209-7422-3